# Telfes
Telfes (hivatalos néven: Telfes im Stubai) település Ausztriában, Tirolban az Innsbrucki járásban található. Területe 27,38 km², lakosainak száma 1 501 fő, népsűrűsége pedig 55 fő/km² (2014. január 1-jén). A település 987 méteres tengerszint feletti magasságban helyezkedik el.

## Fordítás
- Ez a szócikk részben vagy egészben  a   Telfes című angol Wikipédia-szócikk ezen változatának fordításán alapul.  Az eredeti cikk szerkesztőit annak laptörténete sorolja fel. Ez a jelzés csupán a megfogalmazás eredetét és a szerzői jogokat jelzi, nem szolgál a cikkben szereplő információk forrásmegjelöléseként.